# Hidrólisis

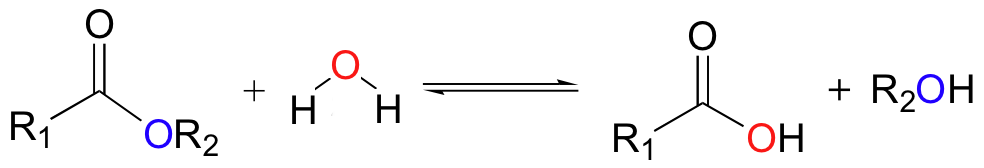
Reacción de hidrólisis genérica. (El símbolo de rendimiento de 2 vías indica un equilibrio en el que la hidrólisis y la condensación son reversibles).

La hidrólisis (del griego ὕδωρ, hydōr, ‘agua’, y λύσις, lýsis, ‘ruptura’ o ‘disociación’) es una reacción química  que implica la acción del agua sobre otras especies, bien modificando sus propiedades ácido-base (en el caso de las sales de ácidos o bases débiles), o bien provocando la ruptura de determinados enlaces, fragmentado la molécula y dando lugar a otras especies distintas a la molécula original. En química orgánica, este término se utiliza ampliamente para reacciones de sustitución, eliminación y fragmentación, en las que el agua es el nucleófilo. Esta reacción es importante por el gran número de contextos en los que el agua actúa como disolvente.El término hidrólisis también es de amplio uso en biología y se utiliza para definir la escisión de biomoléculas en la que se consume una molécula de agua para separar una molécula mayor en sus componentes. Cuando un carbohidrato se descompone en las moléculas de azúcar que lo componen por hidrólisis (por ejemplo sacarosa se descompone en glucosa y fructosa), esto se conoce como sacarificación.
Las reacciones de hidrólisis pueden ser el reverso de una reacción de condensación en la que dos moléculas se unen en una más grande y expulsan una molécula de agua. Así, la hidrólisis añade agua para descomponerse, mientras que la condensación se acumula eliminando agua.

## Hidrólisis ácido-base
En la hidrólisis ácido-base el agua se divide en el ion hidroxilo OH- y un ion H+ (el cual es inmediatamente hidratado para formar el ion hidronio H3O+). Esta reacción sucede espontáneamente en agua pura, y en el equilibrio la concentración de iones oxidanio (hidronio) en agua es [H3O+] = 1 × 10−7 M. Esta es también la concentración de iones hidroxilo puesto que cada molécula de agua que se divide genera un hidroxilo y un oxidanio. Dicho equilibrio se denomina autoprotólisis:
{\displaystyle {\ce {H2O <=> H^+ + OH^-}}}
{\displaystyle {\ce {H2O + H^+ <=> H3O^+}}}
La adición de algunas sustancias al agua, por ejemplo, una sal, modifica el equilibrio. Al ser disueltos en agua, los iones constituyentes de una sal se combinan con los iones hidronio, hidroxilo, o ambos, procedentes de la disociación del agua. Al consumirse estos iones se modifica su concentración y, como consecuencia, se modifica el valor del pH.
{\displaystyle {\ce {A^- + H2O <=> AH + OH^-}}}
{\displaystyle {\ce {BH^+ + H_2O <=> B + H3O^+}}}
Los iones A-, BH+ procedentes de ácidos débiles AH, bases débiles B o sales AB se hidrolizan por acción del agua, dependiendo el grado de la reacción de la debilidad del ácido o de la base, y la solubilidad de la sal; los iones procedentes de ácidos o bases fuertes no se hidrolizan apreciablemente. Tanto la reacción como su constante de equilibrio se pueden obtener por combinación de la reacción ácido-base con la reacción de autoprotólisis del agua. Así, las sales obtenidas a partir de ácidos y bases fuertes no se hidrolizan, las obtenidas a partir de ácidos y bases débiles se hidrolizan de forma que el pH depende de las dos constantes, y en las obtenidas a partir de una combinación de ácido y base en las que solo uno es fuerte, será el fuerte el que determine el pH.

## Hidrólisis en química orgánica
En química orgánica, la hidrólisis se presenta como la reacción opuesta a la condensación. En este contexto, una molécula orgánica y el agua reaccionan rompiendo un enlace covalente para formar dos moléculas orgánicas con grupos funcionales que incluyen los átomos de la molécula de agua. En general se requiere añadir ácidos o bases fuertes para catalizar la hidrólisis.

### Hidrólisis de amidas y ésteres

Hidrólisis de ésteres.

La hidrólisis de amidas y ésteres ocurre cuando un nucleófilo, como el agua o el ion hidróxido, ataca al carbono del grupo carbonilo del éster o la amida. En una base acuosa, los iones hidróxido son mejores nucleófilos que las moléculas polares como el agua. En un ácido, el grupo carbonilo se protona, facilitando el ataque nucleofílico. Dado que una amida resulta de la condensación de una amina y un ácido carboxílico, la hidrólisis del amida genera dicha amina y dicho ácido. Para los ésteres, resultado de la condensación de un ácido carboxílico y un alcohol, se obtiene igual el ácido y el alcohol:
Uno de los ejemplos más antiguos de hidrólisis es la saponificación, en la que la hidrólisis básica de un triglicérido (una molécula con grupos éster) genera glicerol (un alcohol) y ácidos grasos (carboxílicos). Estos ácidos reaccionan a su vez con la base de la disolución generando sales orgánicas conocidas como jabones.
Además, en los sistemas vivos, la mayoría de las reacciones bioquímicas (incluida la hidrólisis del ATP) tienen lugar durante la catálisis de enzimas. La acción catalítica de las enzimas permite la hidrólisis de proteínas, grasas, aceites e hidratos de carbono. Por ejemplo, las proteasas (enzimas que facilitan la digestión provocando la hidrólisis de los enlaces peptídicos de las proteínas). Catalizan la hidrólisis de los enlaces peptídicos interiores de las cadenas peptídicas, a diferencia de las exopeptidasas (otra clase de enzimas, que catalizan la hidrólisis de los enlaces peptídicos terminales, liberando un aminoácido libre cada vez).
Sin embargo, las proteasas no catalizan la hidrólisis de todo tipo de proteínas. Su acción es estereoselectiva: Sólo se dirigen a proteínas con una determinada estructura terciaria, ya que se necesita algún tipo de fuerza de orientación para colocar el grupo amida en la posición adecuada para la catálisis. Los contactos necesarios entre una enzima y sus sustratos (proteínas) se crean porque la enzima se pliega de tal manera que forma una hendidura en la que encaja el sustrato; la hendidura también contiene los grupos catalíticos. Por lo tanto, las proteínas que no encajen en la hendidura no sufrirán hidrólisis. Esta especificidad preserva la integridad de otras proteínas, como las hormonas, por lo que el sistema biológico sigue funcionando con normalidad.
.

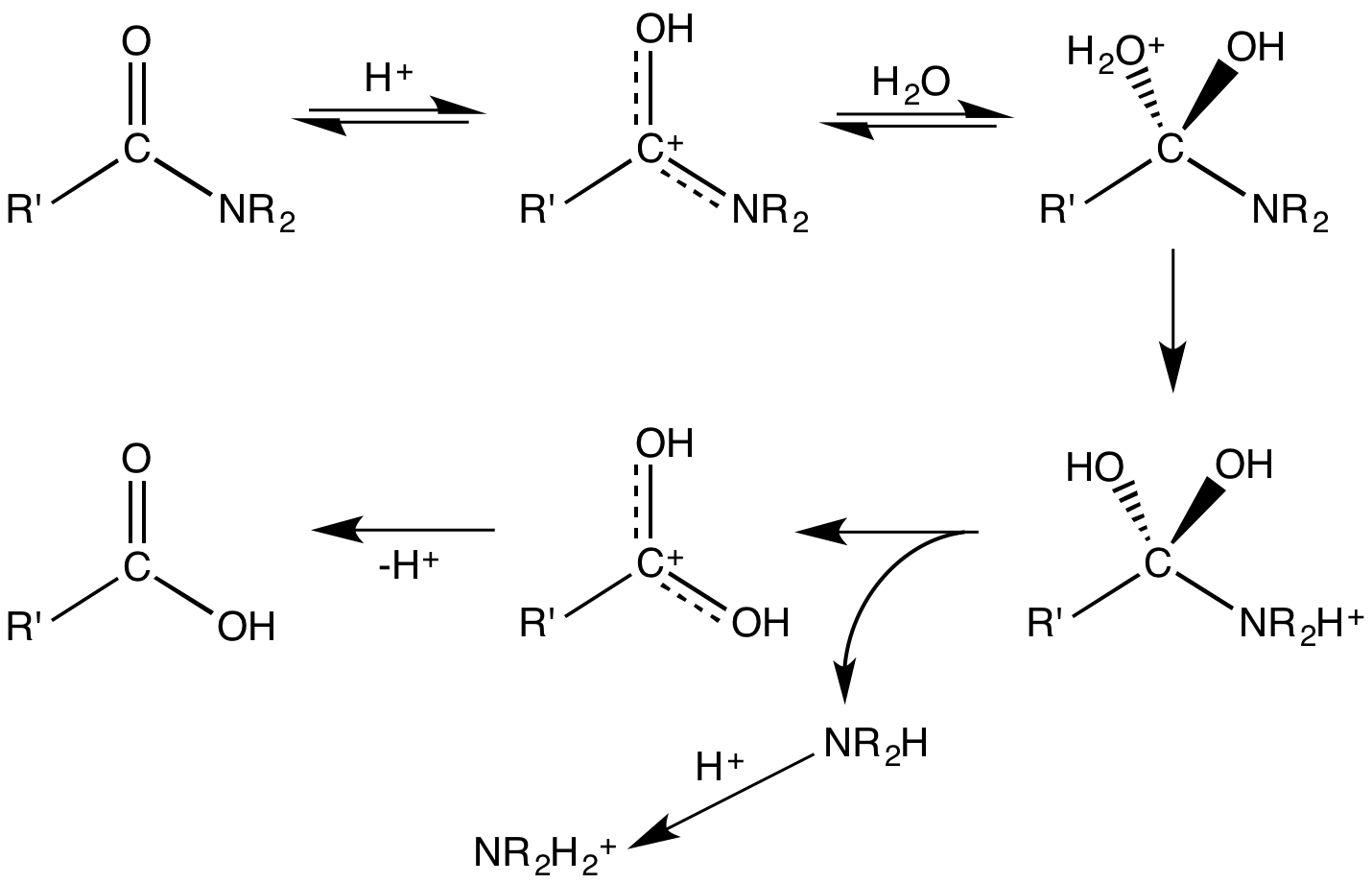
Mecanismo de hidrólisis catalizada por ácido de una amida

Tras la hidrólisis, una amida se convierte en un ácido carboxílico y una amina o amoníaco (que en presencia de ácido se convierten inmediatamente en sales de amonio). Uno de los dos grupos de oxígeno del ácido carboxílico deriva de una molécula de agua y la amina (o amoníaco) gana el ion hidrógeno. La hidrólisis del péptido da aminoácidos.
Muchos polímeros de poliamida, como el nailon 6,6, se hidrolizan en presencia de ácidos fuertes. El proceso conduce a la despolimerización. Por esta razón, los productos de nailon fallan por fractura cuando se exponen a pequeñas cantidades de agua ácida. Los poliésteres también son susceptibles a reacciones similares de degradación de polímeros. El problema se conoce como agrietamiento por tensión ambiental.

### ATP
La hidrólisis está relacionada con el metabolismo y almacenamiento de energía. Todas las células vivas mantienen un suministro continuo de energía para dos propósitos principales: la biosíntesis de micro y macromoléculas y el transporte activo de iones y moléculas a través de las membranas celulares. La energía obtenida por la oxidación de la materia vulnerable no se usa directamente, sino que a través de una larga y compleja serie de reacciones se canaliza hacia una molécula especial de almacenamiento de energía, el trifosfato de adenosina (ATP). La molécula de ATP contiene enlaces pirofosfato (enlaces formados al combinar dos unidades de fosfato) que liberan energía cuando es necesario. El ATP puede someterse a hidrólisis de dos maneras: primero, la eliminación del fosfato terminal para formarlodifosfato de adenosina (ADP) y fosfato inorgánico, con la reacción:
ATP + H
2O → ADP + Pi
En segundo lugar, la eliminación del difosfato terminal para producir monofosfato de adenosina (AMP) y pirofosfato. Este último generalmente se escinde aún más en sus dos fosfatos constituyentes. Esto da como resultado reacciones de biosíntesis, que generalmente ocurren en cadenas, que pueden iniciarse en la dirección de la síntesis cuando los enlaces fosfato se someten a hidrólisis.

### Polisacáridos

Sacarosa. El enlace glucosídico está representado por un átomo de oxígeno central, que mantiene unidas las dos unidades de monosacárido.

Los monosacáridos se pueden conectar entre sí mediante enlaces glucosídicos, que se pueden separar por hidrólisis. Dos, tres, varios o más monosacáridos conectados de esta manera forman disacáridos, trisacáridos, oligosacáridos o polisacáridos. Las enzimas que hidrolizan los enlaces glucosídicos se denominan "glucósido hidrolasas" o "glucosidasas".
El disacárido más conocido es la sacarosa (azúcar de mesa). La hidrólisis de la sacarosa produce glucosa y fructosa. La invertasa es una enzima que se utiliza industrialmente para la hidrólisis de la sacarosa en el llamado azúcar invertido. La lactasa es necesaria para la hidrólisis digestiva de la lactosa en la leche; muchos adultos no producen lactasa y no pueden digerir la lactosa de la leche.
La hidrólisis de polisacáridos a azúcares solubles puede reconocerse como sacarificación. La malta hecha de cebada se usa como fuente de β-amilasa para descomponer el almidón en maltosa disárida, que la levadura puede usar para hacer cerveza. Otras enzimas amilasa pueden convertir el almidón en glucosa u oligosacáridos. La celulosa es hidrolizada primero en celobiosa por la celulasa, y luego la celobiosa es hidrolizada en glucosa por la beta-glucosidasa. Los rumiantes como las vacas tienen la capacidad de hidrolizar la celulosa en celobiosa y luego en glucosa debido a las bacterias simbióticas que producen celulasas.

## Ejemplos de hidrólisis de compuestos orgánicos
- Hidrólisis de fluorocarbonos.[9]
- Hidrólisis de cloruros de ácidos carboxílicos a ácidos carboxílicos y cloruro de hidrógeno.[10]
- Hidrólisis de cloruro de bencilo a alcohol bencílico y cloruro de hidrógeno.[11]
- Hidrólisis de carburo de calcio a acetileno e hidróxido de calcio.[12]
- Hidrólisis de amidas de ácidos carboxílicos a ácidos carboxílicos.[13]
- Hidrólisis de anhídridos de ácidos carboxílicos a ácidos carboxílicos.[14]
- Hidrólisis de grasas vegetales o animales a glicerol y ácidos grasos.[15]
- Hidrólisis de un éster de ácido carboxílico a ácido carboxílico y alcohol.
- Hidrólisis de una lactonas al correspondiente ácido ω-hidroxicarboxílico.
- Las éster hidrolasas catalizan la hidrólisis de un enantiómero chiral Ester a ácido carboxílico y alcohol, el otro enantiómero no es hidrolizado.[16]
- Hidrólisis de acetales a aldehídos y alcoholes.[17]
- Hidrólisis de cetales a cetonas y alcoholes.[17]
- Hidrólisis de compuestos de Grignard.[18]
- Hidrólisis de isocianuros.[19]
- Hidrólisis de isotiocianatos.[20]
- Hidrólisis de nitrilos[21] en amidas de ácidos carboxílicos a ácidos carboxílicos.
- Hidrólisis de oximas a compuestos carbonílicos (aldehídos o cetonas) e hidroxilamina.[22]
- Hidrólisis de iminas a compuestos carbonílicos (aldehídos o cetonas) y aminas primarias.
- Hidrólisis de hidrazonas a compuestos carbonílicos (aldehídos o cetonas) e hidracina.[22]
- Hidrólisis de ésteres de ácidos ortocarboxílicos.[23]
- Hidrólisis de oxiranos.[24][25]
- Hidrólisis en poliuretano.[26]
- Hidrólisis de cloruros de sulfonilo.[27]
- Hidrólisis de tetraclorosilano a dióxido de silicio y cloruro de hidrógeno.[28]
- Hidrólisis del cloruro de tert-butilo.

La mayoría de las hidrólisis enumeradas anteriormente ocurren mejor y más rápido cuando la reacción se lleva a cabo en medio ácido o básico, en lugar de a pH neutro. Ejemplos de ello son la hidrólisis ácida de ésteres, que es la reacción inversa a la esterificación, y la saponificación, que se produce en medio básico.

## Hidrólisis enzimática
Artículo principal: Hidrólisis enzimática